# Cyrano de Bergerac (film, 1900)
Pour les articles homonymes, voir Cyrano de Bergerac.
Pour plus de détails, voir Fiche technique et Distribution.
Cyrano de Bergerac est un film français réalisé par Clément Maurice, sorti en 1900.

## Fiche technique
- Titre : Cyrano de Bergerac (ou Cyrano de Bergerac. Scène du duel.)
- Réalisation : Clément Maurice
- Scénario : d'après la pièce d'Edmond Rostand
- Date de sortie : France : 1900

## Distribution
- Coquelin aîné : Cyrano de Bergerac
- Nicolini : De Valvert

## Autour du film
D'une durée de deux minutes, le film reprend la scène du duel qui, dans la pièce, suit immédiatement la tirade des nez. Il est interprété par l'acteur Coquelin aîné, qui avait créé le rôle sur scène.
Le film a été présenté à l'Exposition universelle de 1900, avec d'autres films de Clément Maurice (parmi lesquels Le Duel d'Hamlet avec Sarah Bernhardt). Ces films représentaient une innovation technique d'alors : le Phono-Cinéma-Théâtre. Ainsi, comme d'autres de ces films, Cyrano de Bergerac est en couleur et sonore.
Il s'agit de la première interprétation du personnage de Cyrano de Bergerac au cinéma.